# Людина із золотим пензлем
«Людина із золотим пензлем» — західнонімецька еротична кінокомедія 1969 року, знята режисером Францем Марішкою на кіностудії «Parnass Hape».

## Сюжет
Молодий художник-бунтар Арчібальдо тягне напівзлиденне існування і важко зводить кінці з кінцями. Але він не сумує і вигадує нові, дуже оригінальні способи написання своїх картин, тим самим протестуючи проти ханжеської моралі багатих товстосумів.

## У ролях
- Віллі Коломбіні: Арчі
- Марчелла Мікеланджелі: Луїза
- Едвіж Фенек: Гонг-Конг
- Райнер Базедов: Егон
- Джіджі Бонос: роль другого плану
- Александра Марішка: роль другого плану
- Калісто Калісті: роль другого плану
- Енцо Монтедуро: роль другого плану
- Рольф Іден: роль другого плану

## Знімальна група
- Режисер: Франц Марішка
- Сценарій: Клаудіо Райніс, Горст Гачлер
- Оператор: Клаус Вернер
- Композитор: Раймунд Розенбергер
- Художник: Ганс Ценетнер
- Монтаж: Федора Цінконе
- Костюми: Бланда